# Зелихман, Лия Ильинична
Лия Ильинична Зелихман (1910—1971) — советский музыкальный педагог (фортепиано). Заслуженный учитель школы РСФСР.
Преподавала в Средней специальной музыкальной школе-десятилетке (ныне Музыкальная школа-лицей) при Ленинградской консерватории им. Н. А. Римского-Корсакова.
Воспитала народного артиста РСФСР, лауреата первой премии Международного конкурса им. П. И. Чайковского Григория Соколова. «Великим педагогом» называет Лию Зелихман другой её ученик, оперный режиссёр, народный артист России Юрий Александров.
Среди её учеников также — лауреат ряда конкурсов, профессор Ленинградской, а затем Кёльнской консерваторий Павел Гилилов; режиссёр-постановщик опер, лауреат Гран-при на международном конкурсе «Бархатный сезон» (1996)  Ирина Евгеньевна Тайманова; М. А. Золотарёв, лауреат всероссийского конкурса, доцент кафедры фортепиано Ленинградской консерватории, ассистент проф. М. Я. Хальфина; заслуженный артист России Александр Иванович Ихарев.

## Семья
- Отец — скрипач и педагог Гиль Абрамович Зелихман
- Мать — Раиса Самойловна Зелихман.
- Муж — пианист Моисей Яковлевич Хальфин.
- Дочь — пианистка Кира Моисеевна Хальфина (род. 1941), живёт и работает в Швеции
- Внучка — Инна.